# 四貫島住吉神社
四貫島住吉神社（しかんじますみよしじんじゃ）は大阪府大阪市此花区梅香に鎮座する神社。

## 祭神
- 表筒男神・中筒男神・底筒男神・息長足姫命

## 歴史

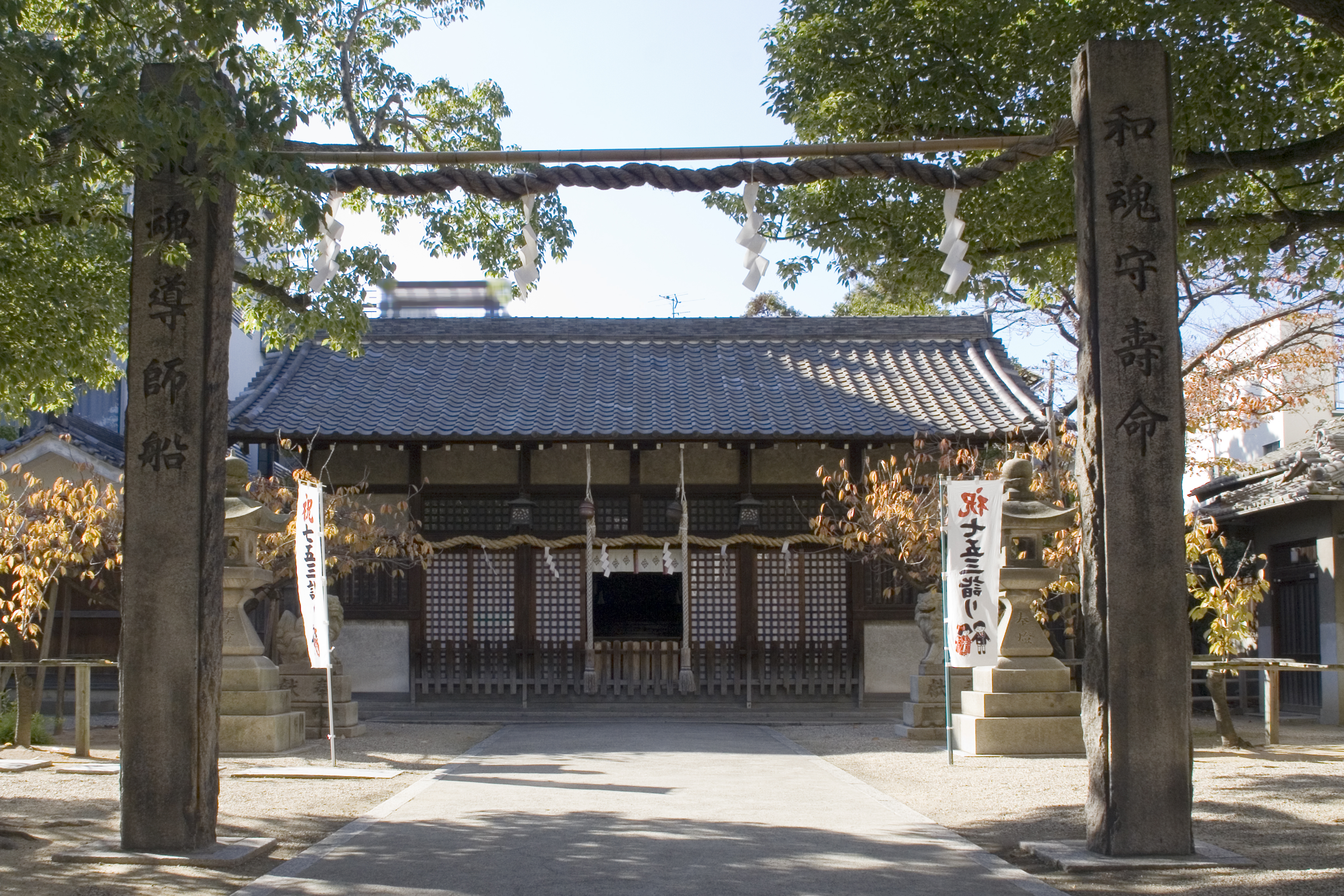
拝殿

社伝によれば、天正年間に土地の開墾が始まり、慶長の頃には漁業を営む者多く海上安全の守護神である住吉大神を崇敬していたので、元和年間、住吉大社の社家橋本亀太夫に請い、その分霊を千鳥橋下方中津川沿岸（四貫島元宮町）に勧請したという。
- 宝暦5年（1755年） - 四貫島大通1丁目に遷座。
- 明治5年（1872年） - 村社に列す。
- 明治44年（1911年）5月29日 - 神饌幣帛料供進社に指定される。
- 大正10年（1921年） - 大阪市電敷設のため現在地に遷座。
- 昭和20年（1945年） - 3月13日・6月1日の大阪大空襲で焼失。
- 昭和38年（1963年） - 復興す。

## 境内
- 稲荷社

## 交通アクセス
- 阪神なんば線千鳥橋駅より、南西に徒歩5分。